# آنا ماكغريجلي
آنا ماكغريجلي هي مغنية وكاتبة غنائية كندية، ولدت في 4 ديسمبر 1944 في مونتريال في كندا.

## وصلات خارجية
- آنا ماكغريجلي على موقع IMDb (الإنجليزية)
- آنا ماكغريجلي على موقع ميوزك برينز (الإنجليزية)
- آنا ماكغريجلي على موقع أول ميوزيك (الإنجليزية)
- آنا ماكغريجلي على موقع ديسكوغز (الإنجليزية)
- آنا ماكغريجلي على موقع قاعدة بيانات الفيلم (الإنجليزية)